# Cucut (planta)
|  | Per a altres significats, vegeu «cucut de rec». |

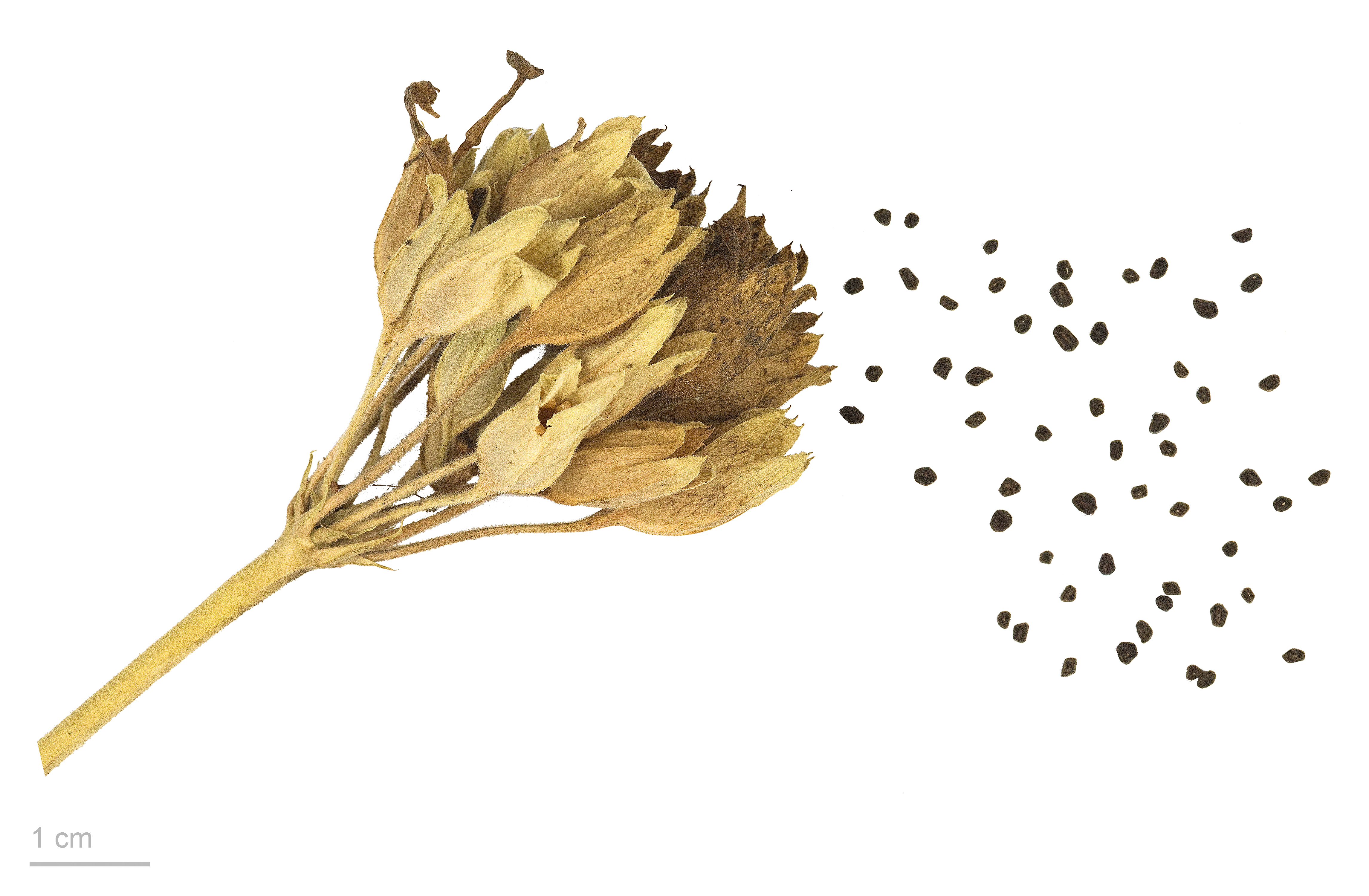
Primula veris

El cucut (Primula veris) és una planta herbàcia perenne catalogada a la família de les primulàcies. El nom llatí "Primula" significa primavera, car aquesta és de les primeres que floreixen a la primavera. Per això es coneixen vulgarment com a primaveres a alguns llocs. Entre altres noms hi ha: cucut, flor del cucut, cucut de muntanya, papagall, pa de cucut, puput, rossinyol, matrimonis, josepets i margaridussa. Noms basats en el nom científic: prímula comuna, prímula vera, primavera blanca i papagall de primavera. Noms basats en les seves propietats medicinals: herba de Sant Pau, herba de la paràlisi i herba del mos del diable. També ha rebut el nom d’herba centella.

## Morfologia
Els cucuts tenen un cicle vital hemicriptòfit. Llurs dimensions es troben entre els 7 i 35 cm d'alçada. Les fulles mesuren entre uns 7 i 8 cm de longitud. Són fulles força arrugades agrupades en roseta basal d'on surt el tall florífer, amb un pecíol alat i un limbe el·líptic, pubescent, molt estret cap a la base i amb una amplada màxima en la meitat inferior d'aquest. Aquestes fulles presenten un tacte rugós, els seus costats es troben irregularment dentats i tenen una nervadura molt marcada.
És una planta vivaç que es fixa a terra mitjançant un rizoma i estén nombroses arrels carnoses i secundàries. La seva inflorescència és en umbel·la multiflora inclinada agrupant-se de 10 a 12 flors i amb petites bràctees. Les flors es disposen a sobre de llargs pedicels que surten directament de la roseta basal. El calze del cucut té una forma com de tub ample, de color verd pàl·lid i està dividit en cinc sèpals soldats, per tant gamosèpal, formant un sac que envolta la corol·la. La corol·la, també amb una forma tubular, presenta cinc pètals soldats de color groc amb franges ataronjades al seu interior. L'androceu està format per cinc estams fusionats a la corol·la sobre el nervi mitjà de cada pètal, és a dir, oposats als pètals en lloc d'estar alternats entre ells. El gineceu està format per cinc carpels units, formant un ovari súper, amb un estil de longitud variable i un estigma en forma de petita borla. El seu fruit és una càpsula dehiscent més curta que el calze.

## Ecologia
Aquesta planta es troba a les regions temperades d'Euràsia, llevat les zones més septentrionals. Als països catalans es troba a les zones muntanyoses del nord del País Valencià i a l'interior del Principat.
El seu hàbitat ideal són boscos poc espessos i zones humides amb un rang altitudinal d'uns 600 a 2100 metres per sobre del nivell del mar.

## Ús medicinal
La Primavera és una planta relativament moderna pel que fa a usos medicinals, fins al segle xvi era absolutament desconeguda. Actualment se li reconeixen propietats bèquiques i expectorants, eficaces en les afeccions de les vies respiratòries, a part de certes propietats antiespasmòdiques, diürètiques, antireumàtiques, antiartrítiques, analgèsiques, depuratives i antiinflamatòries.
Per a usos medicinals es recol·lecten preferentment les arrels i les fulles, tot i que les flors també són considerades útils en aplicacions calmants.
Les arrels es recullen a principis de primavera, es renten molt bé i es deixen assecar directament al sol. Les fulles es posen a assecar a l'ombra, en llocs airejats. El rizoma s'ha de recollir abans que la planta floreixi, s'ha d'assecar al sol i s'ha de guardar en una bossa. Totes les parts s'emmagatzemen en recipients tancats i allunyats de la humitat.
Les flors de primavera s'han utilitzat com ingredients de vins i d'altres begudes alcohòliques.
També s'han fet servir com a cosmètics per a tractar pells seques i greixoses, rentar grans, berrugues i estirar les arrugues.
Antigament es trituraven les flors seques i es barrejaven amb farina per utilitzar-les com a netejador cutani.
Amb les flors també es pot preparar una pomada útil contra les cremades provocades pel sol.

### Infusió de la flor

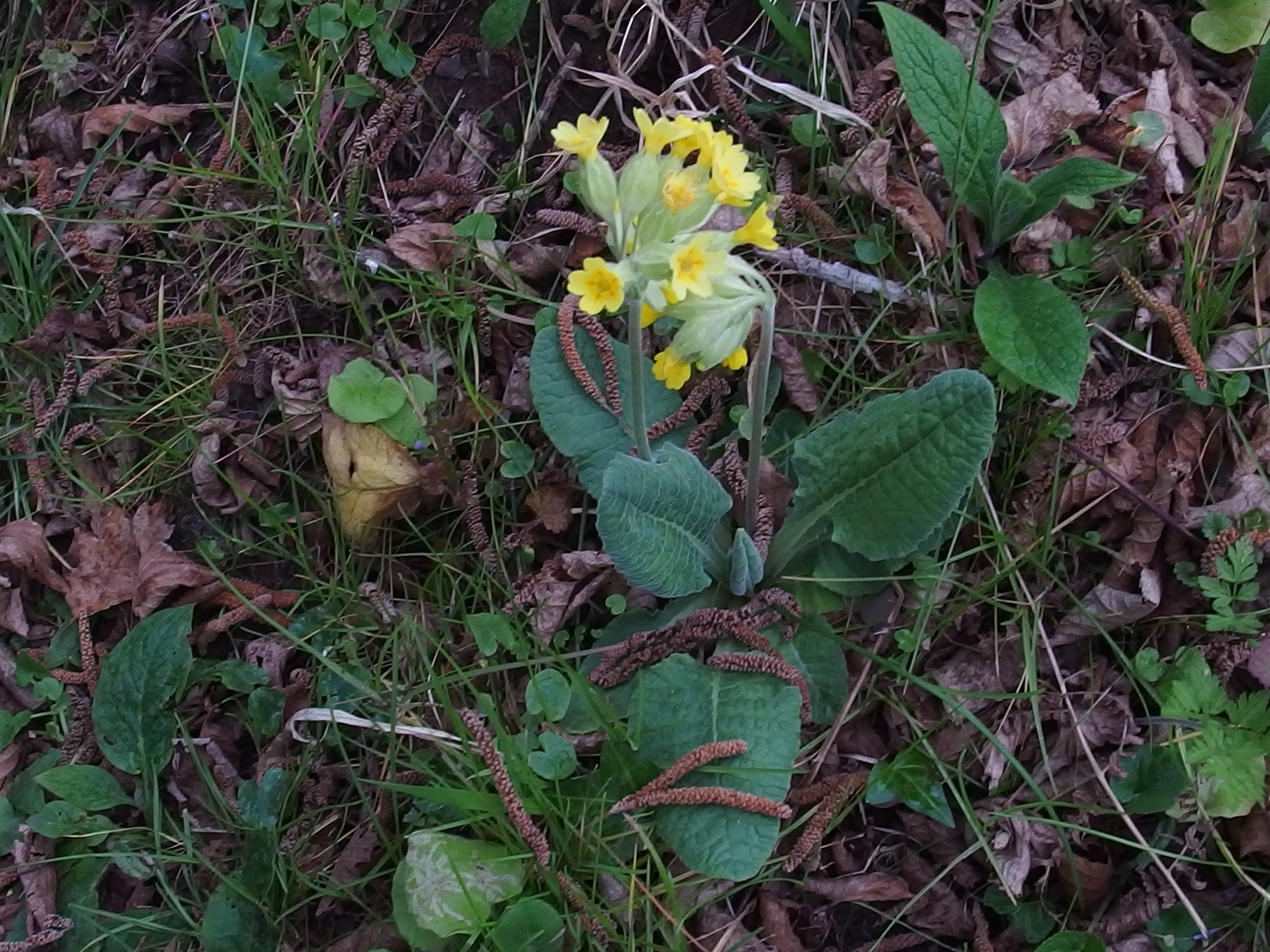
Primula veris a bosc de ribera de la Garrotxa

Les flors i les fulles del cucut contenen saponina (primulina). La infusió de la flor és útil contra la sobreexcitació nerviosa i ha estat utilitzada tradicionalment contra l'insomni car té efectes sedants.
També posseeix propietats antiespasmòdiques, en actuar sobre l'influx nerviós que dirigeix el ritme de la contracció muscular, relaxa certs músculs dolorosos, convulsions i afeccions nervioses.
L'efecte diürètic i depuratiu del cucut, té com a funció eliminar i purificar les toxines de la sang.
També pot ser utilitzada en casos de gota i càlculs en les vies urinàries.

### Infusió de l'arrel
La infusió de l'arrel, conté més principis actius car és al rizoma on hi ha més components actius com protoprimulagenina A, priverogenina, glucòsids (primaverina, primulaverina), vitamina C, salicílic i pigments flavònics.
El seu efecte més important és l'efecte expectorant, que afavoreix l'expulsió de secrecions dels bronquis i de la faringe, que s'utilitza per a tractar l'asma, la bronquitis o la tos. Especialment recomanada per a la bronquitis crònica.
A més a més, l'arrel conté substàncies emparentades amb l'àcid acetilsalicílic o aspirina, de propietats analgèsiques, antiinflamatòries i antireumàtiques.
El rizoma es pot utilitzar també per a aplicar compreses sobre contusions o zones adolorides i en infusions per reduir els símptomes de la grip.

### Toxicitat
Degut a la presència dels pèls glandulars a les fulles, el cucut pot causar reaccions cutànies, especialment a les parpelles. A més, les substàncies actives resulten tòxiques en grans quantitats, produint irritació gàstrica, nàusees i vòmits.